# 沙扒镇
沙扒镇，是中华人民共和国广东省阳江市阳西县下辖的一个乡镇级行政单位。

## 行政区划
沙扒镇下辖以下地区：
沙扒第一街社区、沙扒第二街社区、沙扒第三街社区、沙扒第四街社区、沙扒第五街社区、渡头村、来福元村、乌石头村和前步村。